# مسجد مرسيليا الكبير
مسجد مرسيليا الكبير منذ وضع حجر الأساس لمشروع المسجد في شهر فبراير/شباط 2010 في مرسيليا في جنوب فرنسا لم تنفذ أي أعمال بناء في ظل اعتراض السكان وأصحاب المحال التجارية على ما يتطلبه البناء من أماكن لوقوف السيارات.

## البناء
وتقدر اعتمادات بناء المسجد الكبير في مرسيليا، وهو الأكبر في أوروبا، بـ31 مليون دولار أمريكي، ويضم مئذنة بارتفاع 25 مترا ومصلى يتسع لسبعة آلاف شخص، ويتضمن مدرسة قرآنية ومكتبة ومطعما، وكان من المقرر افتتاحه العام المقبل.